# Reprezentacje w piłce nożnej mężczyzn niezrzeszone w FIFA
Piłkarskie reprezentacje niezrzeszone w FIFA – męskie reprezentacje narodowe w piłce nożnej niebędące pełnoprawnymi członkami Międzynarodowej Federacji Piłki Nożnej (FIFA).
Międzynarodowa Federacja Piłki Nożnej grupuje prawie wszystkie państwa niepodległe i niektóre terytoria zależne, a także kilka organizmów niebędących państwami lub terytoriami zależnymi (np. Anglię, Hongkong). Kilka reprezentacji z państw znajduje się jednak poza strukturami Międzynarodowej Federacji Piłki Nożnej. Poza tą organizacją znajdują się także reprezentacje większości terytoriów zależnych i państw nieuznawanych. Ponadto swoje reprezentacje posiadają niektóre jednostki administracyjne (np. w Hiszpanii, Indiach – rozgrywające corocznie Santosh Trophy), a także regiony, narody, czy wręcz bliżej niesprecyzowane obszary. Niektóre z reprezentacji rozgrywają regularnie mecze i starają się o członkostwo w Międzynarodowej Federacji Piłki Nożnej, niektóre zaś pojawiły się epizodycznie i są praktycznie nieaktywne. Część z reprezentacji jest członkami Konfederacji Piłkarskiej Ameryki Północnej, Środkowej i Karaibów (6), Konfederacji Piłkarskiej Oceanii (5), Afrykańskiej Konfederacji Piłkarskiej (2), Azjatyckiej Konfederacji Piłkarskiej (1), Confederation of Independent Football Associations (19), NF-Board i International Island Games Association; wiele uczestniczyło w różnych turniejach organizowanych dla reprezentacji niebędących członkami Międzynarodowej Federacji Piłki Nożnej.
Poniższa lista wymienia reprezentacje państw, terytoriów zależnych i państw nieuznawanych, a także te inne reprezentacje, które uczestniczyły w międzynarodowych turniejach lub są członkiem międzynarodowej organizacji skupiającej reprezentacje piłkarskie.

## Reprezentacje mężczyzn

### Państwa
- Kiribati (członek stowarzyszony OFC, członek stowarzyszony NF-Board)
- Monako (członek ConIFA)
- Mikronezja (członek stowarzyszony OFC)
- Nauru (jedyny rozegrany mecz w 1994)
- Palau (członek stowarzyszony OFC, udział w Micronesia Games)
- Tuvalu (członek stowarzyszony OFC)
- Watykan
- Wielka Brytania (uczestniczy w igrzyskach olimpijskich)

### Terytoria zależne
- Bonaire (członek CONCACAF oraz Caribbean Football Union), udział w ABCS Tournament(inne języki))
- Falklandy (członek IIGA)
- Grenlandia (członek NF-Board oraz IIGA, udział w: ELF Cup, FIFI Wild Cup)
- Guernsey (członek IIGA, udział w Muratti(inne języki))[a]
- Gujana Francuska (członek CONCACAF oraz Caribbean Football Union)[b]
- Gwadelupa (członek CONCACAF oraz Caribbean Football Union)[b]
- Jersey (członek IIGA, udział w Muratti(inne języki))[a]
- Majotta (udział w Pucharze Oceanu Indyjskiego w 2007)[b]
- Mariany Północne (członek AFC oraz East Asian Football Federation(inne języki), udział w Micronesia Games)
- Martynika (członek CONCACAF oraz Caribbean Football Union)[b]
- Niue (członek stowarzyszony OFC, jedyne dwa mecze rozegrane w 1983)
- Reunion (członek stowarzyszony CAF)[b]
- Saba (udział w Inter Islands Competition)
- Saint-Barthélemy[c]
- Saint-Martin (członek CONCACAF, Caribbean Football Union oraz Leeward Islands Football Association(inne języki))[c]
- Saint-Pierre i Miquelon (udział w Coupe de l'Outre-Mer(inne języki))[b]
- Sint Eustatius (udział w Inter Islands Competition)
- Sint Maarten (członek CONCACAF, Caribbean Football Union oraz Leeward Islands Football Association(inne języki))
- Wallis i Futuna (udział w Igrzyskach Południowego Pacyfiku)
- Wyspa Bożego Narodzenia (udział w Inter Island Cup(inne języki))
- Wyspa Man (członek IIGA i ConIFA, udział w ConIFA World Football Cup(inne języki)[2]
- Wyspy Kokosowe (udział w Inter Island Cup(inne języki))

### Państwa nieuznawane
- Abchazja (członek ConIFA, udział w ConIFA World Football Cup(inne języki))[2]
- Cypr Północny (członek NF-Board i ConIFA, udział w: ELF Cup, FIFI Wild Cup, KTFF 50th Anniversary Cup(inne języki))
- Górski Karabach (członek ConIFA, udział w ConIFA World Football Cup(inne języki))[2]
- Osetia Południowa (członek ConIFA, udział w ConIFA World Football Cup(inne języki))[2]
- Sahara Zachodnia (członek stowarzyszony NF-Board, udział w VIVA World Cup)
- Somaliland (członek NF-Board, jedyny rozegrany mecz w 2003)

### Terytoria autonomiczne
- Czagos (członek NF-Board)
- Gotlandia (członek IIGA)
- Laponia (członek NF-Board, udział w KTFF 50th Anniversary Cup(inne języki) i ConIFA World Football Cup(inne języki)[2]
- Orkady (członek IIGA, udział w North Atlantic Cup)
- Szetlandy (członek IIGA, udział w North Atlantic Cup)
- Tybet (członek NF-Board, udział w: ELF Cup, FIFI Wild Cup)
- Wyspy Alandzkie (członek IIGA)[d]

### Inne
- Afrochilijczycy (członek Consejo Sudamericano de Nuevas Federaciones(inne języki))[3]
- Ajmarowie (członek Consejo Sudamericano de Nuevas Federaciones(inne języki))[3]
- Alderney (członek IIGA, udział w Muratti(inne języki))
- Anglesey (członek IIGA)[e]
- Aramejczycy (członek NF-Board i ConIFA, udział w VIVA World Cup i ConIFA World Football Cup(inne języki)[2]; drużyna składająca się ze szwedzkich zawodników pochodzenia aramejskiego)
- Bretania (udział w Corsica Football Cup(inne języki))[b]
- Casamance (członek tymczasowy NF-Board)
- Cascadia (członek ConIFA)
- Cilento (członek tymczasowy NF-Board, członek ConIFA))
- Czeczenia (członek tymczasowy NF-Board, udział w UNPO Cup(inne języki))
- Darfur (członek ConIFA, udział w VIVA World Cup i ConIFA World Football Cup(inne języki)[2]
- Fernando de Noronha (członek Consejo Sudamericano de Nuevas Federaciones(inne języki))[3]
- Frankonia (członek ConIFA)
- Frøya (członek IIGA)
- Gagauzja (udział w ELF Cup, jedyne trzy mecze rozegrane w 2006)
- Gozo (członek NF-Board, udział w VIVA World Cup)[f]
- Guarani (członek Consejo Sudamericano de Nuevas Federaciones(inne języki))[3]
- Hebrydy Zewnętrzne (członek IIGA)
- Helgoland (członek ConIFA)
- Hitra (członek IIGA)
- Ilam (członek ConIFA, udział w VIVA World Cup i ConIFA World Football Cup(inne języki)[2]
- Juan Fernández (członek Consejo Sudamericano de Nuevas Federaciones(inne języki))[3]
- Kamerun Południowy (członek NF-Board, udział w UNPO Cup(inne języki), jedyny mecz rozegrany w 2005)
- Korsyka (udział w Corsica Football Cup)[b]
- Królestwo Obojga Sycylii (członek tymczasowy NF-Board, udział w VIVA World Cup)
- Kurdystan (członek NF-Board i ConIFA, udział w VIVA World Cup i ConIFA World Football Cup(inne języki)[2]
- Liberland (członek IIGA)
- Mapucze (członek Consejo Sudamericano de Nuevas Federaciones(inne języki))[3]
- Masajowie (członek NF-Board)
- Minorka (członek IIGA)
- Moluki Południowe (członek NF-Board, udział w UNPO Cup(inne języki), jedyne dwa mecze rozegrane w 2005)
- Nevis (członek Leeward Islands Football Association)
- Nicea (członek ConIFA, udział w ConIFA World Football Cup(inne języki)[2]
- Oksytania (członek NF-Board i ConIFA, udział w VIVA World Cup i ConIFA World Football Cup[2])
- Padania (członek NF-Board i ConIFA, udział w VIVA World Cup i ConIFA World Football Cup[2]
- Papua Zachodnia (członek NF-Board, udział w UNPO Cup, jedyny mecz rozegrany w 2005)
- Pohnpei (udział w Micronesia Games)
- Prowansja (członek NF-Board, udział w VIVA World Cup)
- Południowa Dolna Saksonia (członek partnerski NF-Board)
- Recja (udział w VIVA World Cup)
- Rijeka (członek NF-Board)
- Rodos (członek IIGA)
- Romowie (członek NF-Board i ConIFA)
- Sardynia (członek tymczasowy NF-Board)
- Sarema (członek IIGA)
- Sark (członek IIGA, jedyne cztery mecze rozegrane w 2003)
- Saint Croix (członek Leeward Islands Football Association, udział w Virgin Islands Championship(inne języki))
- Saint Kitts (członek Leeward Islands Football Association)
- Saint Thomas (członek Leeward Islands Football Association, udział w Virgin Islands Championship(inne języki))
- Saugeais (członek partnerski NF-Board)
- Sealand (członek partnerski NF-Board)
- Serbołużyczanie (udział w Europeadzie)
- Skania (członek tymczasowy NF-Board)
- Tatarzy Krymscy (udział w ELF Cup, jedyne pięć meczów rozegranych w 2006)
- Tortola (członek Leeward Islands Football Association(inne języki), udział w Virgin Islands Championship(inne języki))
- Virgin Gorda (członek Leeward Islands Football Association(inne języki), udział w Virgin Islands Championship(inne języki))
- Walonia (członek NF-Board)
- Wight (członek IIGA)
- Wyspa Wielkanocna (członek tymczasowy NF-Board; członek specjalny Consejo Sudamericano de Nuevas Federaciones[3]; właściwie chilijski klub CF Rapa Nui)
- Yap (członek tymczasowy NF-Board, udział w Micronesia Games)
- Zanzibar (członek stowarzyszony CAF i Council for East and Central Africa Football Associations, członek tymczasowy NF-Board, członek ConIFA)

## Reprezentacje kobiet
- Gozo (członek NF-Board, udział w Women's VIVA World Cup)
- Kurdystan (członek NF-Board, udział w KTFF 50th Anniversary Cup(inne języki))
- Laponia (członek NF-Board, udział w Women's VIVA World Cup)
- Padania (członek NF-Board, udział w Women's VIVA World Cup)
- Wielka Brytania (uczestniczy w igrzyskach olimpijskich)

## Turnieje organizowane przez reprezentacje niezrzeszone
- ABCS Tournament(inne języki) – edycje w 2010, 2011 i 2012 roku (4 reprezentacje: Aruba, Bonaire, Curaçao, Surinam)
- Campeonato nacional de fútbol de Pueblos Originarios(inne języki) – jedna edycja w 2012 roku, brały udział tylko reprezentacje chilijskie (6 reprezentacji: Ajmarowie, Lican Antay, Mapucze, Pewenche, Warriache, Wyspa Wielkanocna)[4]
- ConIFA World Football Cup(inne języki) – jedna edycja w 2014 roku, w której uczestniczyło 12 reprezentacji[5]
- Copa SCNAF – jedna edycja w 2011 roku
- Corsica Football Cup – jedna edycja w 2012 roku (4 reprezentacje: Bretania, Gabon, Korsyka, Togo)
- Coupe de l'Outre-Mer(inne języki) – edycje w 2008, 2010 i 2012 roku (łącznie 8 reprezentacji: Gujana Francuska, Gwadelupa, Martynika, Majotta, Nowa Kaledonia, Reunion, Saint-Pierre i Miquelon, Tahiti)
- ELF Cup – jedna edycja w 2006 roku (6 reprezentacji: Cypr Północny, Gagauzja, Grenlandia, Tatarzy Krymscy, Tybet i Zanzibar + dwie reprezentacje futsalowe występujące jako drużyny piłki nożnej: Kirgistan i Tadżykistan)[6]
- Europeada(inne języki) – edycje w 2008 i 2012 roku (turniej dla mniejszości narodowych w Europie)
- FIFI Wild Cup – jedna edycja w 2006 roku (5 reprezentacji: Cypr Północny, Gibraltar, Grenlandia, Tybet i Zanzibar + niemiecki zespół FC St. Pauli)
- Island Games – od 1989 roku co dwa lata (14 rozegranych edycji; łącznie uczestniczyły 22 reprezentacje, w tym dwie członkowskie FIFA)
- Inter Islands Competition – edycje 2004 i 2006 (2 reprezentacje: Saba i Sint Eustatius)
- Inter Island Cup(inne języki) – edycje w 1994, 1997, 1999, 2004 i 2005 roku (2 reprezentacje: Wyspa Bożego Narodzenia, Wyspy Kokosowe)
- North Atlantic Cup – od 1968 do 1973 roku (3 reprezentacje: Orkady, Szetlandy, Wyspy Owcze)
- Micronesia Games – jedna edycja w 1998 roku (5 reprezentacji: Guam, Mariany Północne, Palau, Pohnpei, Yap)
- Muratti(inne języki) – od 1905 roku (96 edycji; 3 reprezentacje: Alderney, Guernsey, Jersey)
- UNPO Cup(inne języki) – jedna edycja w 2005 roku (4 reprezentacje: Czeczenia, Kamerun Południowy, Moluki Południowe, Papua Zachodnia[7])
- Virgin Islands Championship(inne języki) – od 1996 do 2002 roku (6 edycji; 4 reprezentacje: Saint Croix, Saint Thomas, Tortola, Virgin Gorda)
- VIVA World Cup – edycje w 2006, 2008, 2009, 2010 i 2012 roku (łącznie uczestniczyło 16 reprezentacji)